# Raritan and Delaware Canal

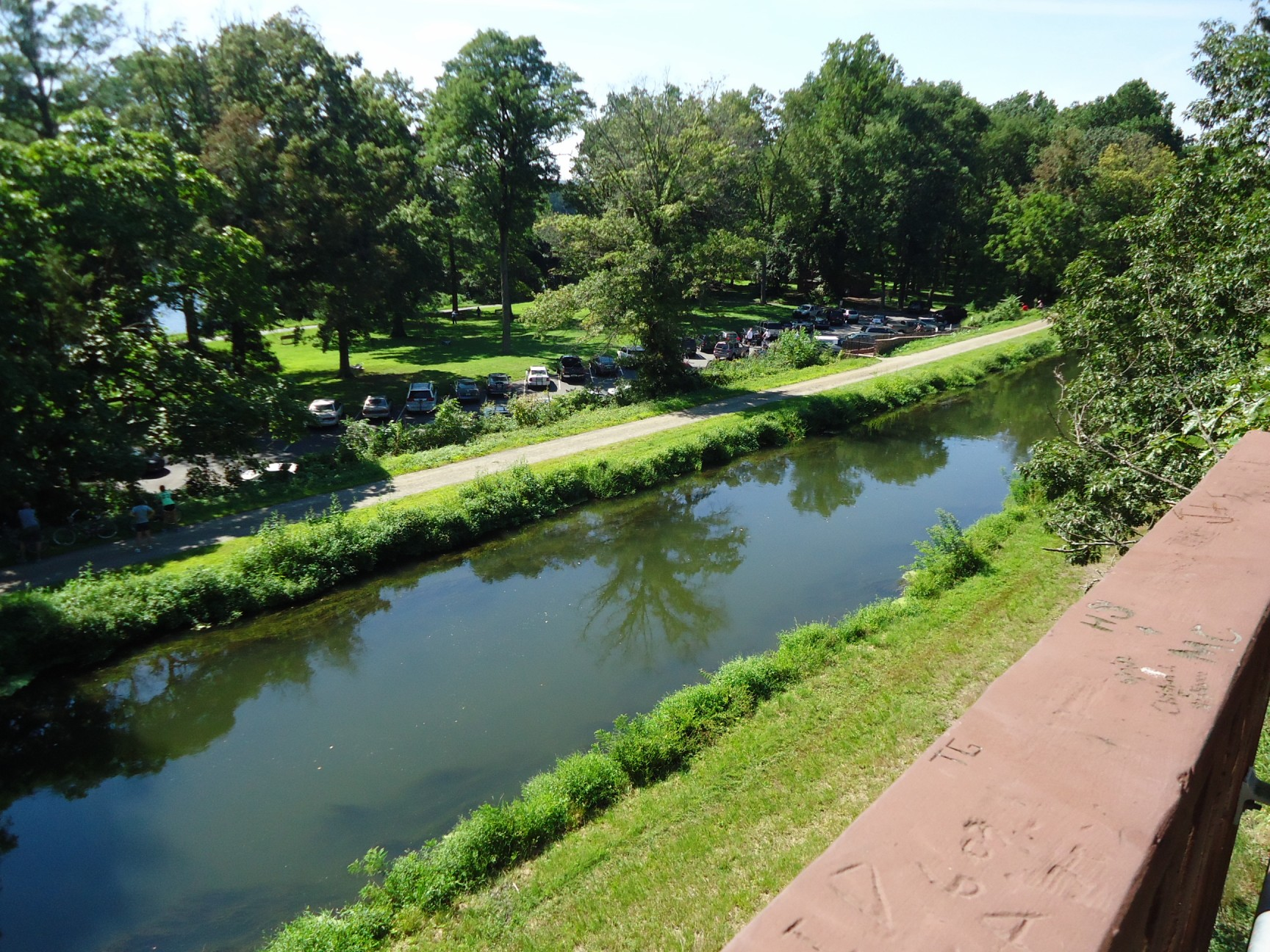
Raritan and Delaware Canal

Der Raritan and Delaware Canal ist ein etwa 106 Kilometer langer Kanal in New Jersey (USA), der den Raritan River bei New Brunswick mit dem Delaware River bei Bordentown verbindet. 
Er wurde von 1830 bis 1834 erbaut und war bis 1932 in Betrieb, über einen aus nördlicher Richtung angeschlossenen Seitenkanal bei Trenton wurde er zusätzlich mit Wasser gespeist. Im Jahre 1974 wurden große Abschnitte des Kanals zu einem  State Park deklariert.